# Noors-Brits-Zweedse Antarctische expeditie
De Noors-Brits-Zweedse Antarctische expeditie (afgekort: NBSAE) (1949-1952) was de eerste Antarctica-expeditie die op multinationale basis werd georganiseerd. De teamleden kwamen uit Noorwegen, Zweden en het Gemenebest. De organisatie van de expeditie diende later als een model voor andere multinationale expedities.

## Geschiedenis
De Noors-Brits-Zweedse Antarctische expeditie was de eerste expeditie naar Antarctica waarbij een internationaal team van wetenschappers betrokken was. De expeditie werd geleid door John Schjelderup Giæver, een Noorse auteur en poolonderzoeker. De expeditie had als doel vast te stellen of klimaatschommelingen in het noordpoolgebied ook in Antarctica plaatsvonden. Op het Quar-ijsplateau langs de kust van Koningin Maudland werd in februari 1950 een basis gevestigd die de naam "Maudheim" kreeg. Deze expeditie legde de basis voor de volgende Australische expedities naar Antarctica vanaf 1954 tot begin jaren 1960.
De expeditie leverde enkele verrassende resultaten op. Seismische ijsdiktemetingen onthulden dat onder het uniforme ijsoppervlak een ruig bergachtig landschap met talrijke fjorden aanwezig was. Slechts 250 kilometer van de kust werd een 700 meter diepe fjord ontdekt. De ijslaag had op sommige plaatsen een dikte van 2400 meter.
Gedurende een periode van bijna 23 maanden werden meteorologische gegevens verzameld, vooral in de vrije atmosfeer door middel van 650 radiosondes. Bovendien werd de reactie van het menselijk organisme op het Antarctische klimaat medisch bestudeerd.
Op 24 februari 1951 gebeurde een dodelijk ongeval. In dichte mist reden Bertil Ekström, Leslie Quar, Stig Hallgren en John Jelbart met hun rupsvoertuig, een Weasel, over de rand van het ijsplateau en stortten neer in de Norselbaai. Hallgren slaagde erin naar een ijsschots te zwemmen waar hij dertien uur later gered werd, terwijl de anderen verdronken. Later werden drie ijsplateaus vernoemd naar de omgekomen teamleden.

## Transport
De expeditie maakte gebruik van het 600 ton zware schip MV Norsel, normaal bestemd voor de robbenjacht, dat werd aangedreven door een dieselmotor uit een Duitse U-boot. Dit schip werd gebruikt in combinatie met de Thorshovdi, een walvisfabrieksschip van 24.000 ton. Het grotere schip was nodig omdat de Norsel te klein was om alle benodigde uitrusting voor de Antarctische expeditie te vervoeren.
Naast beide schepen werden ook twee lichte Auster-vliegtuigen ingezet, bestemd voor verkenningsvluchten tijdens de expeditie. Deze werden bestuurd door een vijfkoppig RAF-team uit het Verenigd Koninkrijk. De Norsel maakten drie retourtrips naar Antarctica, met daaropvolgende bezoeken vergezeld door een Noorse en een Zweedse vliegeenheid om te helpen met luchtfotografie.

## Expeditieteamleden
| Naam                        | Functie                                     | Nationaliteit       | Opmerkingen                                       |
| --------------------------- | ------------------------------------------- | ------------------- | ------------------------------------------------- |
| John Schjelderup Giæver     | Expeditieleider van het Noors Poolinstituut | Noorwegen           |                                                   |
| Valter Schytt               | Glacioloog en tweede in bevel               | Zweden              |                                                   |
| Gordon de Quetteville Robin | Natuurkundige                               | Australië           |                                                   |
| Nils Jørgen Schumacher      | Meteoroloog                                 | Noorwegen           |                                                   |
| Ernest Frederick Roots      | Geoloog                                     | Canada              |                                                   |
| Ove Wilson                  | Arts                                        | Zweden              |                                                   |
| Gösta H. Liljequist         | Meteoroloog                                 | Zweden              |                                                   |
| Nils Roer                   | Topograaf                                   | Noorwegen           |                                                   |
| Alan Reece                  | Geologie-assistent                          | Verenigd Koninkrijk |                                                   |
| Charles Swithinbank         | Glaciologie-assistent                       | Verenigd Koninkrijk |                                                   |
| Egil Rogstad                | Radioverantwoordelijke                      | Noorwegen           |                                                   |
| Bertil Ekström              | Monteur                                     | Zweden              | Omgekomen op 24 februari 1951                     |
| Peter Melleby               | Monteur en hondenmenner                     | Noorwegen           |                                                   |
| Leslie Quar                 | Radiomonteur en elektricien                 | Verenigd Koninkrijk | Omgekomen op 24 februari 1951                     |
| John Snarby                 | Steward                                     | Noorwegen           | Vanaf januari 1951                                |
| John Jelbart                | Fysicus                                     | Australië           | Vanaf januari 1951. Omgekomen op 24 februari 1951 |
| Stig Hallgren               | Fotograaf                                   | Zweden              | Vanaf januari 1951                                |
| Bjarne Lorentzen            | Steward                                     | Noorwegen           | Vanaf januari 1951                                |